# شون تيري كوكس
شون تيري كوكس (بالإنجليزية: Shawn Terry Cox)‏ (مواليد 26 ديسمبر 1974) هو ملاكم باربادوسي، مثّل بلاده في الألعاب الأولمبية الصيفية 2000.

## روابط خارجية
شون تيري كوكس على موقع بوكس ريك (الإنجليزية) (registration required)
- شون تيري كوكس على موقع أوليمبيديا (الإنجليزية)
- شون تيري كوكس على موقع اتحاد ألعاب الكومنولث (مؤرشف) (الإنجليزية)
- شون تيري كوكس على موقع دورة ألعاب الكومنولث 2006 (مؤرشف) (الإنجليزية)